# Dufourea tinsleyi
Dufourea tinsleyi là một loài Hymenoptera trong họ Halictidae. Loài này được Cockerell mô tả khoa học năm 1898.